# Ben Shneiderman
Ben Shneiderman (n. 21 de agosto de 1947) es un informático estadounidense. Su investigación principal está relacionada con la Interacción Persona-ordenador. Suyas son por ejemplo las 8 reglas de oro del diseño.

## Situación
Shneiderman es catedrático de Informática en el Human-Computer Interaction Laboratory en la Universidad de Maryland en College Park. Se graduó en el Bronx High School of Science; se licenció en Matemáticas/Física en el City College of New York en 1968, y comenzó a estudiar en la State University of New York at Stony Brook, donde se licenció en Informática en 1972 y se doctoró en 1973.

## Contribuciones principales
Además de su importante contribución en el diseño de interfaces de usuario, Shneiderman es conocido por la coinvención (junto a Isaac Nassi) de los diagramas de Nassi-Shneiderman, una representación gráfica del diseño de software estructurado.
Definió asimismo la Usabilidad Universal (Universal Usability) para solicitar mayor atención a la diversidad de usuarios, lenguajes, culturas, tamaños de pantalla, velocidad de las redes y plataformas tecnológicas implicadas en el diseño de interfaces de usuario.
En los primeros estudios sobre programación, llevó a cabo experimentos que sugieren que los diagramas de flujo no son útiles para escribir, entender o modificar programas de ordenador.
En 1997 fue elegido como académico de la 'Association for Computing Machinery' (ACM). Es asimismo doctor honoris causa por la Universidad de Guelph (Canadá) y por la Universidad de Castilla-La Mancha (España).

Su más importante trabajo en los últimos años ha sido en la visualización de datos, creando los Mapas con estructuras de árbol o treemaps para el acceso a datos de tipo jerárquico. Ejemplos de estructuras de árbol implementados incluyen Spotfire, Tableau Software, QlikView, SAS y Microsoft Excel. Ha desarrollado asimismo cursores para consultas dinámicas con múltiples gráficos coordinados que son los componentes principales de Spotfire, adquirido por TIBCO en 2007. Su trabajo continuó con herramientas visuales de análisis para series temporales de datos, TimeSearcher, datos multidimensionales, Hierarchical Clustering Explorer y datos extraídos de redes sociales, SocialAction.